# 15804 Yenisei
15804 Yenisei eller 1994 EY5 är en asteroid i huvudbältet som upptäcktes den 9 mars 1994 av den belgiske astronomen Eric W. Elst vid CERGA-observatoriet. Den är uppkallad efter floden Jenisej.
Asteroiden har en diameter på ungefär 10 kilometer och den tillhör asteroidgruppen Padua.